# Wudalianchi
Wudalianchi (chinesisch 五大连池市, Pinyin Wǔdàliánchí Shì) ist eine chinesische kreisfreie Stadt in der Provinz Heilongjiang, die zum Verwaltungsgebiet der bezirksfreien Stadt Heihe gehört. Sie hat eine Fläche von 15.250 km². Das vulkanische Gebiet von Wudalianchi ist von der UNESCO als Biosphärenreservat sowohl aufgrund der Besiedelung vulkanischen Gesteins mit Pionierpflanzen als auch aufgrund der dort erhaltenen überlieferten kulturelle und religiösen Gebräuche anerkannt.

## Name
Der Name der Stadt bedeutet „Fünf-Seen-Platte“ und bezieht sich auf die miteinander verbundenen Seen, die nach dem Ausbruch der Vulkane Laohei (老黑山) und Huoshao (火烧山) im Jahre 1720/21 entstanden.

## Bevölkerung
Die Einwohnerzahl von Wudalianchi beträgt 243.283 (Stand: Zensus 2020). 1999 hatte die Stadt eine Bevölkerung von 355.397.